# Dutasteride
Dutasteride, được bán dưới tên thương hiệu Avodart, là một loại thuốc chủ yếu được sử dụng để điều trị các triệu chứng của u xơ tuyến tiền liệt. Cần dùng thuốc một vài tháng trước khi các tác dụng của thuốc xuất hiện. Nó cũng được sử dụng để điều trị rụng tóc da đầu ở nam giới và là một phần của liệu pháp hormone ở phụ nữ chuyển giới. Nó được uống qua đường miệng.
Các tác dụng phụ thường gặp bao gồm các vấn đề về tình dục, đau vú và vú sưng lớn. Các tác dụng phụ khác bao gồm tăng nguy cơ mắc một số dạng ung thư tuyến tiền liệt, trầm cảm và phù mạch. Phơi nhiễm trong khi mang thai, bao gồm cả việc sử dụng bởi đối tác của một phụ nữ mang thai có thể gây hại cho cơ thể. Dutasteride là một chất ức chế 5α-reductase, và do đó là một loại chất kháng androgen. Nó hoạt động bằng cách giảm việc sản xuất dihydrotestosterone (DHT), một loại hormone giới tính androgen.
Dutasteride được cấp bằng sáng chế cho công ty GlaxoSmithKline vào năm 1993 và được chấp thuận cho sử dụng y tế vào năm 2001. Nó có sẵn như là một loại thuốc gốc. Một tháng cung cấp ở Vương quốc Anh tiêu tốn của NHS khoảng 12 bảng Anh vào năm 2019. Tại Hoa Kỳ, chi phí bán buôn của số thuốc này là khoảng 6,66 đô la. Trong năm 2016, đây là loại thuốc được kê đơn nhiều thứ 274 tại Hoa Kỳ với hơn một triệu đơn thuốc.

## Sử dụng trong y tế

### Tiền liệt tuyến phì đại
Dutasteride được sử dụng để điều trị phì đại tuyến tiền liệt lành tính (BPH); thông thường được gọi là "u xơ tuyến tiền liệt". Nó được Cơ quan Quản lý Thực phẩm và Dược phẩm Hoa Kỳ (FDA) phê duyệt cho chỉ định này.

### Ung thư tuyến tiền liệt
Một đánh giá của Cochrane năm 2010 đã cho thấy  hóa trị liệu ức chế 5α-reductase làm giảm 25-26% nguy cơ phát triển ung thư tuyến tiền liệt với. Tuy nhiên, các chất ức chế 5α-reductase đã được tìm thấy làm tăng nguy cơ phát triển một số dạng ung thư tuyến tiền liệt hiếm gặp nhưng tích cực (tăng 27% nguy cơ), mặc dù không phải tất cả các nghiên cứu đều quan sát thấy điều này. Không có đủ dữ liệu để xác định xem chúng có ảnh hưởng đến nguy cơ tử vong chung do ung thư tuyến tiền liệt hay không.

### Rụng tóc
Dutasteride được chấp thuận để điều trị rụng tóc nam androgenetic ở Hàn Quốc và Nhật Bản với liều 0,5 mg mỗi ngày. Nó đã được tìm thấy trong một số nghiên cứu để cải thiện sự phát triển tóc ở nam giới nhanh hơn và ở mức độ lớn hơn là liều dùng 2,5 mg/ngày của finasteride. Hiệu quả vượt trội của dutasteride so với finasteride đối với chỉ định này được coi là có liên quan đến thực tế là sự ức chế 5α-reductase và do đó ngăn ngừa sản xuất DHT da đầu hoàn toàn hơn với dutasteride. Dutasteride cũng đã được sử dụng ngoài nhãn hiệu trong điều trị rụng tóc kiểu nữ.